# Schloss Dautenstein

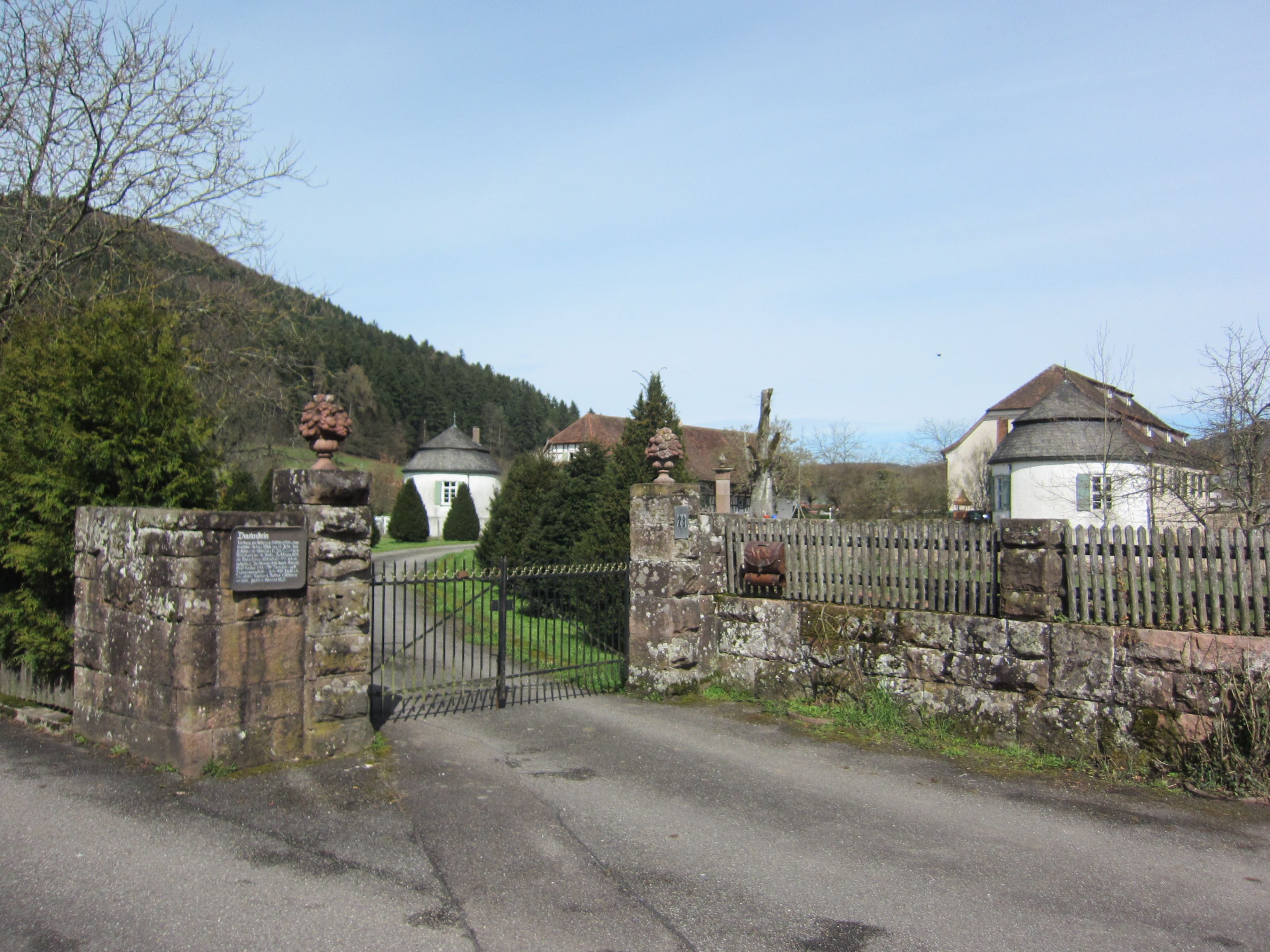
Schloss Dautenstein

Das Schloss Dautenstein, auch Tutenstein, Duttenstein oder Dutenstein genannt, ist ein ehemaliges Wasserschloss bei Dautenstein auf dem Gebiet der heutigen Gemeinde Seelbach im Ortenaukreis in Baden-Württemberg.

## Geschichte
Die anfänglich stauferzeitliche Tiefburg folgte dem bereits von der Tiefburg Lahr bekannten staufischen Bauschema mit rechteckigem Grundriss und vier runden Ecktürmen und wurde vermutlich um 1235 von den Reichsministerialen von Dautenstein errichtet. Sie bildete mit der Tiefburg Schwanau und der Tiefburg Lahr eine Festungslinie. Die Tiefburg Dautenstein wurde im Bauernkrieg zerstört, 1584 von Jakob von Hohengeroldseck gekauft und bis 1599 im Stil der Spätrenaissance zur Residenz der Herrschaft Hohengeroldseck ausgebaut. Jakob starb 1634 ohne männliche Nachkommen auf Dautenstein, zwei Jahre später wurde das Schloss durch Graf von Gallas niedergebrannt und blieb jahrzehntelang Ruine. 1812 erwarb der fürstlich-leyensche Geheimrat Philipp Carl Schmidt das nur halbherzig instandgesetzte Anwesen und ließ es umbauen.

## Heutige Nutzung
Der heutige Gebäudekomplex, der sich in Privatbesitz befindet, geht auf den Neubau in der ersten Hälfte des 19. Jahrhunderts zurück und nimmt nur einen Teil der Anlage ein.
Dautenstein ist in die Denkmalliste des Landes Baden-Württemberg aufgenommen und wurde 2005 vom Landesverein Badische Heimat zum „Kulturerbe des Landes“ erhoben.